# Avesnes-le-Sec
Avesnes-le-Sec é uma comuna francesa na região administrativa de Altos da França, no departamento do Norte. Estende-se por uma área de 10.39 km². Em 2010 a comuna tinha 1 462 habitantes (densidade: 140,7 hab./km²).